# Hasenartige
Die Hasenartigen, Hasentiere oder wissenschaftlich Lagomorpha (altgr. λᾰγῶς lagôs „Hase“ und μορφή morphḗ „Form“) sind eine zur Überordnung der Euarchontoglires gezählte Ordnung der Höheren Säugetiere. Die Ordnung besteht aus zwei Familien, den Pfeifhasen (Ochotonidae) und den Hasen (Leporidae) mit zusammen 70 bis 80 Arten. Die Hasenartigen werden vor allem aufgrund verschiedener Merkmale des Schädelaufbaus, der Bezahnung und des Baus der Hinterbeine zusammengefasst und den Nagetieren (Rodentia) gegenübergestellt.

## Äußere Anatomie
Hasenartige sind kleine bis mittelgroße Säuger, deren Körperlänge bei den meisten Arten 15 bis 30 Zentimeter beträgt, einige Hasen können jedoch bis zu 70 Zentimeter Körperlänge erreichen. Das Gewicht ausgewachsener Tiere variiert zwischen 0,1 und 7 Kilogramm; für die ausgestorbene Art Nuralagus rex wird ein Gewicht von bis zu 12 Kilogramm angenommen.
Der Schwanz der Hasen ist meistens sehr kurz, bei den Pfeifhasen fehlt er vollständig. Ebenfalls variabel ist die Länge der auffälligen Hinterläufe und der Ohren, letztere sind besonders bei Arten aus den Wüstenregionen aufgrund der Nutzung für die Thermoregulation sehr lang (Allensche Regel). Die Färbung der Hasentiere ist meistens unauffällig und abhängig vom Lebensraum als Tarnfarbe ausgebildet. Pfeifhasen und Hasen der gemäßigten Klimazonen zeigen zur Verbesserung der Tarnung zudem einen saisonalen Farbwechsel. Bei vielen Hasenarten sind bestimmte Fellpartien auffälliger gefärbt und werden zur Kommunikation eingesetzt – dies betrifft vor allem den Schwanz (die „Blume“), aber auch die Ohren (die „Löffel“) oder Bereiche der Flanken.

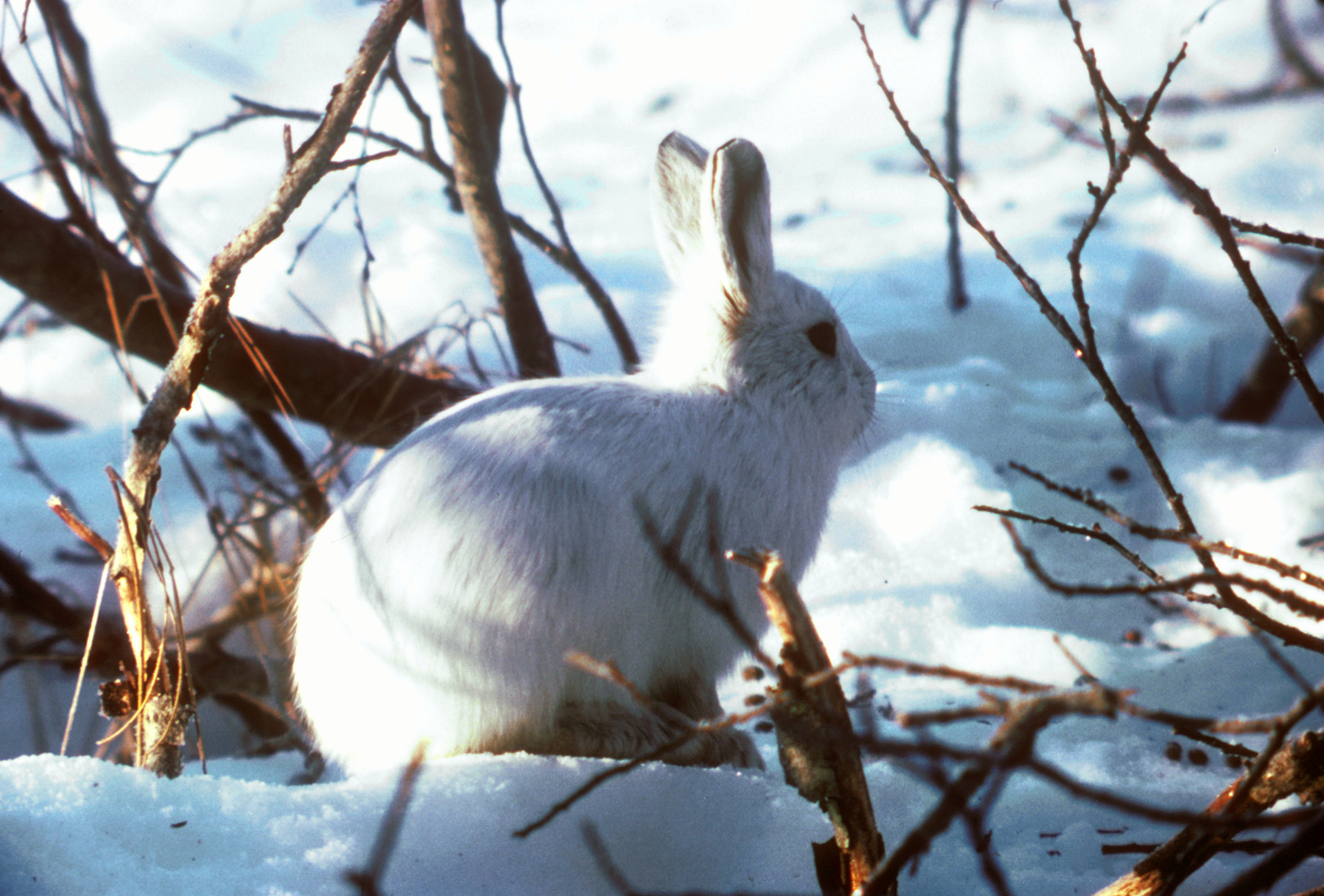
Alaskahase (L. othus)

Alle Hasentiere haben ein dichtes Fell, wobei die Haartypen von wolligen Ausprägungen bis zu steifen und borstigen Grannen reichen. Im Gesicht existieren auffällige Sinneshaare, die als „Hasenbart“ bekannt sind und sich um den Mundbereich (Mystacialvibrissen) sowie über den Augen (Superciliarvibrissen) verteilen. Besonders starre Borsten befinden sich an den Fußsohlen, die hier wahrscheinlich die Funktion der Stoßdämpfung besitzen. Dafür fehlen meist Sohlenballen und nur Pfeifhasen besitzen Zehenballen und einen Handgelenksballen.
Zwischen den Nasenlöchern und dem Mund verläuft eine Sinnesgrube durch die Oberlippe, die namensgebend für die bei Menschen vorkommende „Hasenscharte“ ist. Die Ränder der Lippe sind nach innen eingeschlagen und bilden eine behaarte Rinne, die mit Drüsen belegt ist und als „Wangen- und Backenorgan“ bezeichnet wird. Das Fell auf dem Nasenrücken wird beim für die Hasentiere typischen „Nasenblinzeln“ regelmäßig zurückgezogen.
Besonders bei den Hasen sind die Ohren auffällig groß. Sie sind trichterförmig ausgebildet und können zur Schallortung unabhängig voneinander bewegt werden. Pfeifhasen besitzen kleinere und runde Ohrmuscheln. Sie setzen breit am Kopf an, tragen an der Innenwand einen auffälligen Hautlappen und sind im Normalfall durch lange Haare verdeckt. Die Augen sind groß und sitzen seitlich am Kopf, wodurch eine Rundumsicht ermöglicht wird.

## Innere Anatomie

### Skelettaufbau

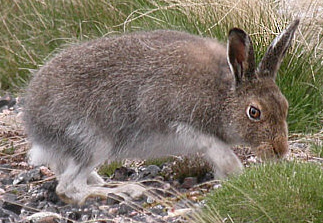
Schneehase (Lepus timidus) im Sommerfell

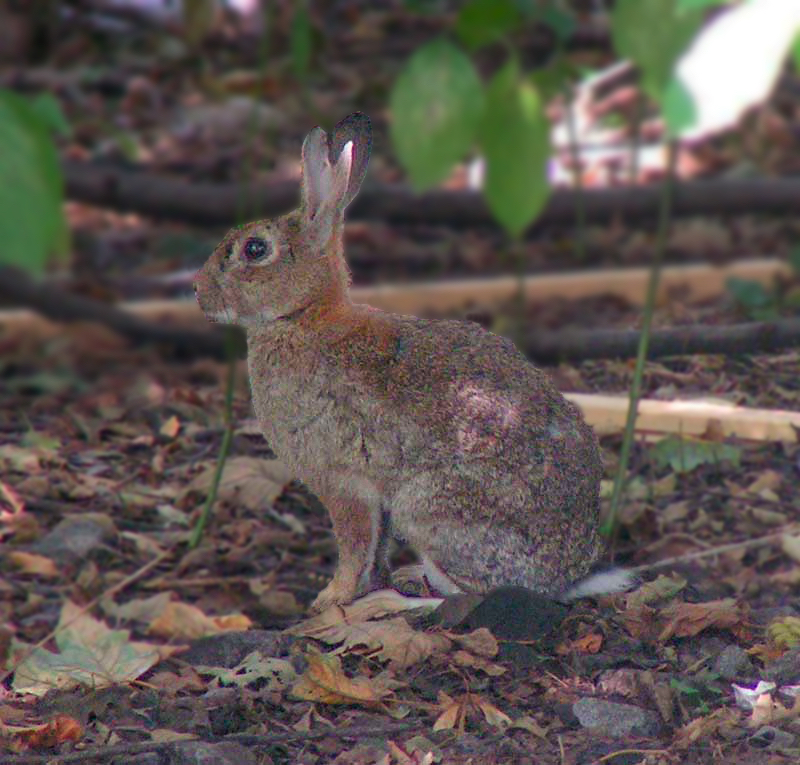
Wildkaninchen (Oryctolagus cuniculus)

Am Skelett fällt der sehr leicht gebaute Schädel auf, der bei den Hasen im vorderen Teil stark perforiert und bei den Pfeifhasen durch ein dreieckiges Schädelfenster geöffnet ist. Die Knochenplatten sind sehr dünnwandig. Die Nasenhöhle ist sehr groß, ebenso die Augenhöhlen. Ein wichtiges Merkmal, welches die Hasentiere von anderen Säugern unterscheidet, ist ein kreisrundes Loch im Innern der Augenhöhle (verschmolzene Foramina optica).
Insgesamt besitzen Hasenartige 26 bis 28 Zähne. Das Gebiss hat oberflächliche Ähnlichkeiten mit dem der Nagetiere, allerdings besitzen die Hasenartigen ein zweites Paar Schneidezähne, das nur stiftartig entwickelt ist und hinter dem größeren Paar verborgen liegt (Duplizidentie). Die großen Schneidezähne sind mit Schmelz überzogen, wurzellos und wachsen während des ganzen Lebens. Wie bei den Nagern befindet sich zwischen Schneide- und Backenzähnen eine Lücke (Diastema), die Eckzähne fehlen. Die Vorbacken- und Backenzähne sind breit ausgebildet und besitzen tiefe Querfalten, offene Wurzeln und wachsen ebenfalls lebenslang nach.
Die Wirbelsäule ist sehr biegsam ausgebildet und besteht aus 7 Hals-, 19 bis 22 Brust- und Lenden-, 4 Kreuz- und 7 bis 16 Schwanzwirbeln. Letztere sind meist sehr klein und bilden einen entsprechend kurzen Schwanz. Im Schultergürtel können die Schlüsselbeine fehlen. An der Brustwirbelsäule setzen zehn Rippenpaare an, von denen die ersten acht über das Brustbein und die letzten beiden nur knorpelig verbunden sind. Das Becken ist lang gestreckt und liegt parallel der Kreuzwirbelsäule an.
Die Vorderbeine besitzen fünf Zehen, wovon der erste, der Daumen, deutlich verkürzt ist. Sie können, im Gegensatz zu denen der meisten Nagetiere, nicht zum Greifen verwendet werden. Die Hinterbeine besitzen vier meistens deutlich verlängerte Zehen. Sie sind als Sprungbeine ausgebildet, wobei die Oberschenkel kurz sind und die Unterschenkelknochen (Wadenbein und Schienbein) miteinander zu einem kräftigen Knochen verwachsen sind.

### Organsysteme
Der innere Aufbau der Hasentiere entspricht im Wesentlichen dem des Grundtyps der Säugetiere. Besonderheiten finden sich vor allem im Aufbau des Magen-Darm-Kanals und der Geschlechtsorgane.
Der Magen ist einfach als Drüsenmagen aufgebaut, ihm folgt wie bei allen anderen Säugern der Dünndarm, der in den Dickdarm und an der gleichen Stelle in den sehr groß ausgebildeten Blinddarm übergeht. Dieser kann etwa das Zehnfache des Mageninhalts aufnehmen und ist bei den Pfeifhasen allein eineinhalb mal so lang wie die Tiere selbst. Der daran anschließende Wurmfortsatz enthält sehr viel Lymphgewebe und bei den Pfeifhasen gibt es zudem mehrere weitere, ähnlich aufgebaute Anhänge.
Der Magen ist aufgrund der sehr schwer verdaulichen und cellulosereichen Nahrung zu einer effektiven Verdauung nicht in der Lage, daher stellt der Blinddarm den Hauptverdauungsbereich der Hasenartigen dar (Caecotrophie), in dem mit Hilfe einer effektiven Darmflora der Nahrungsbrei aufgeschlossen wird. Aus dem Blinddarm wird die so verdaute Nahrung an den Dickdarm weitergegeben. Damit die freigewordenen Nährstoffe dem Körper zugutekommen können, müssen die Tiere den Nahrungsbrei nochmals aufnehmen. Sie scheiden ihn als weiche Kotpillen aus (Caecotrophe) und schlucken sie danach direkt wieder, die Nährstoffaufnahme erfolgt bei der nächsten Dünndarmpassage. Der eigentliche Kot besteht dagegen aus harten Kotpillen. Diese Art der Verdauung ähnelt der der Wiederkäuer, bei denen aber die Nahrung hochgewürgt, nicht erneut aufgenommen wird.
Die Weibchen besitzen eine doppelte Gebärmutter (Uterus duplex), deren Hörner separat in die Vagina münden. Bei den Hasen sind die Geschlechtsöffnung und der Anus durch einen Damm (Perineum) getrennt, bei den Pfeifhasen münden beide stattdessen in eine flache gemeinsame Ausführöffnung (Kloake). Der Penis der männlichen Tiere ist im Ruhezustand eingezogen und nach hinten gelegt, die Pfeifhasen besitzen im Gegensatz zu den Hasen einen Penisknochen. Ein ‚echter‘ Hodensack ist nicht ausgebildet, da entsprechende Hautmodifikationen wie die Tunica dartos fehlen; man spricht daher von Skrotaltaschen, in denen die Hoden unter der Haut liegen. Der Hodenhebermuskel (Musculus cremaster) bildet um den Hoden eine muskulöse Hülle.

## Verbreitung
Hasenartige sind nahezu weltweit verbreitet. Ursprünglich fehlten sie nur im südlichen Südamerika, auf Madagaskar, den meisten südostasiatischen Inseln sowie Australien und dem ozeanischen Raum.
Durch menschliche Einflussnahme sind sie heute weltweit verbreitet und fehlen nur in der Antarktis. Die weltweite Verbreitung betrifft dabei allerdings fast ausschließlich das europäische Wildkaninchen (Oryctolagus cuniculus), das als Fleischlieferant, Haus- und Jagdtier überall angesiedelt wurde, wo es überleben konnte. Die meisten Arten der Hasenartigen sind dagegen auch heute noch auf mehr oder weniger große Verbreitungsareale beschränkt.

## Lebensweise

### Verhalten

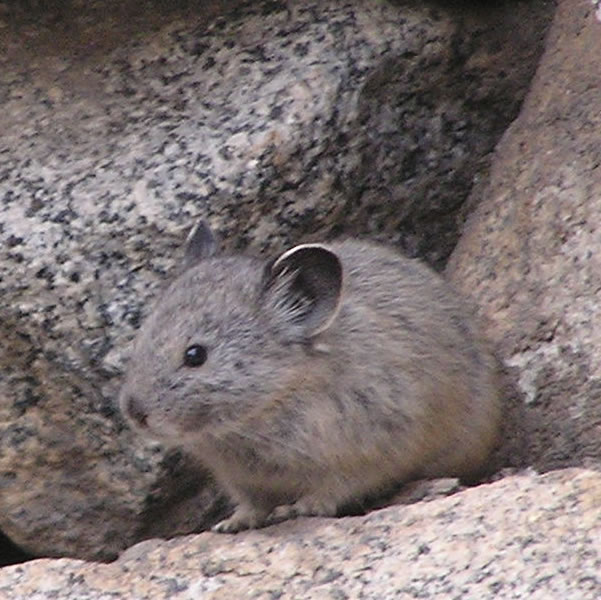
Amerikanischer Pfeifhase (Ochotona princeps)

Hasenartige sind im Regelfall Bodenbewohner, die eine Reihe von Lebensräumen – von Wüsten über tropische Wälder bis zur arktischen Tundra – bewohnen. Im Regelfall leben sie in Bauten im Boden, vor allem die verschiedenen Kaninchenarten graben komplexe Wohnbauten mit einzelnen unterirdischen Kammern. So finden sich etwa beim Wildkaninchen kurze Setzröhren, die in einem gepolsterten Nest enden. Andere Arten wie die Sumpf- und Wasserkaninchen bauen überdachte Nester mit seitlichen Eingängen. Komplexere Wohnbauten mit mehreren Kammern, Nistbereichen, Gängen und mehreren Ausgängen legen dagegen eine Reihe von sozialen Kaninchen und Pfeifhasen an. Außerdem gibt es geröllbewohnende Pfeifhasen und Rotkaninchen, die natürliche Höhlungen und Spalten nutzen. Die meisten Hasen, die in offeneren Landschaften leben, nutzen so genannte Sassen, Bodenvertiefungen, in denen sie ihre Ruheplätze einrichten.
Das Sozialgefüge der Hasenartigen reicht von solitär lebenden Arten wie den meisten Hasen bis hin zu sozialen Familienverbänden, wie sie bei einigen Kaninchen und Pfeifhasen ausgeprägt sind. Pfeifhasen besitzen ein breites Spektrum an Kommunikationslauten, denen sie auch ihren deutschen Trivialnamen verdanken. Auch bei einigen anderen sozialen Hasenartigen sind Stimmlaute vorhanden, allerdings nicht in einer solchen stimmlichen Breite. Außerdem ist bei ihnen das Klopfen mit den Hinterläufen sehr ausgeprägt, vor allem als Warnsignal bei potentieller Gefahr. Ebenfalls der Kommunikation dienen die Körperhaltung und die Präsentation farblich auffälliger Körperteile sowie die Verwendung von Duftstoffen.
Hasenartige sind im Regelfall wenig wehrhaft und zählen zur Beute von einer Reihe verschiedener Prädatoren. Die am meisten verbreitete Strategie zum Schutz ist bei ihnen die Flucht und die Vermeidung von Feindkontakten. Die Tiere sind entsprechend sehr wachsam und schreckhaft und nur selten in größerem Abstand zu ihren Bauten zu finden. Vor allem die im Offenland lebenden Hasen sind zudem schnelle Läufer und können geschickt Haken schlagen, um ihre Verfolger abzuhängen.

### Ernährung
Hasenartige sind überwiegend Pflanzenfresser, die sich in erster Linie von Gräsern und Kräutern ernähren, aber auch Wurzeln, Zweige und Rinde zu sich nehmen. Wie bereits im Abschnitt zur Anatomie dargestellt, handelt es sich bei ihnen um caecotrophe Arten. Sie scheiden entsprechend weiche Kotpillen aus und schlucken sie danach direkt wieder, damit die bei der Verdauung im Blinddarm freiwerdenden Nährstoffe dem Körper zugutekommen können.
Einige Arten legen Vorräte aus Heu und anderen Pflanzenteilen in ihren Bauten an, um trockene oder kalte Jahreszeiten zu überbrücken.

### Fortpflanzung und Entwicklung
Viele Arten sind durch sehr hohe Fortpflanzungsraten gekennzeichnet. Allerdings ist die Fortpflanzungszeit der meisten Hasentiere saisonal begrenzt, wobei die Photoperiode einen wesentlichen Faktor für den Eisprung der Weibchen und auch die Spermatogenese des Männchens darstellt. Unter dauerhaften Langtagbedingungen kommt es bei ihnen im Regelfall auch zu einer ganzjährigen Reproduktion. Tropische Arten sowie Arten, die aus gemäßigten Klimazonen in tropische Regionen eingewandert sind, weisen eine ganzjährige Fortpflanzung auf. Kommt es während einer fruchtbaren Phase der Weibchen (Östrus) nicht zu einer Verpaarung, folgen hintereinander in kurzen Zeitabständen von 7 bis 14 Tagen weitere Eisprünge. Außerdem kommt es bei den meisten Arten nur wenige Stunden nach dem Werfen der Jungtiere zu einem erneuten Östrus, der als Postpartum-Östrus bezeichnet wird. Der Eisprung selbst wird durch die Begattung induziert und erfolgt etwa 10 bis 12 Stunden nach dieser. Die Paarung („Rammeln“) selbst dauert nur wenige Sekunden, erfolgt jedoch sehr häufig hintereinander, wobei auch die Partner wechseln können.
Art- und klimaabhängig dauert die Trächtigkeit zwischen 28 Tagen beim Wildkaninchen und mehr als 50 Tagen bei den Hasenarten, die in den polaren Gebieten leben. Die Jungtiere kommen bei allen Hasenartigen mit Ausnahme der Echten Hasen (Lepidae) als Nesthocker (Lagerjunge) auf die Welt. Sie sind meistens nackt oder nur spärlich behaart und blind. Die Lagerjungen öffnen nach etwa 19 Tagen die Augen und sind im Regelfall nach vier Wochen selbstständig. Die Hasenjungtiere besitzen dagegen bereits bei der Geburt voll entwickelte Augen und Gehör und sind bereits fortbewegungsfähig. Entsprechend bauen die Echten Hasen im Gegensatz zu den anderen Hasenartigen keine speziellen Nester für die Jungtiere. Für etwa zwei bis vier Wochen werden die Jungtiere mit einer fett- und eiweißreichen Muttermilch gesäugt.

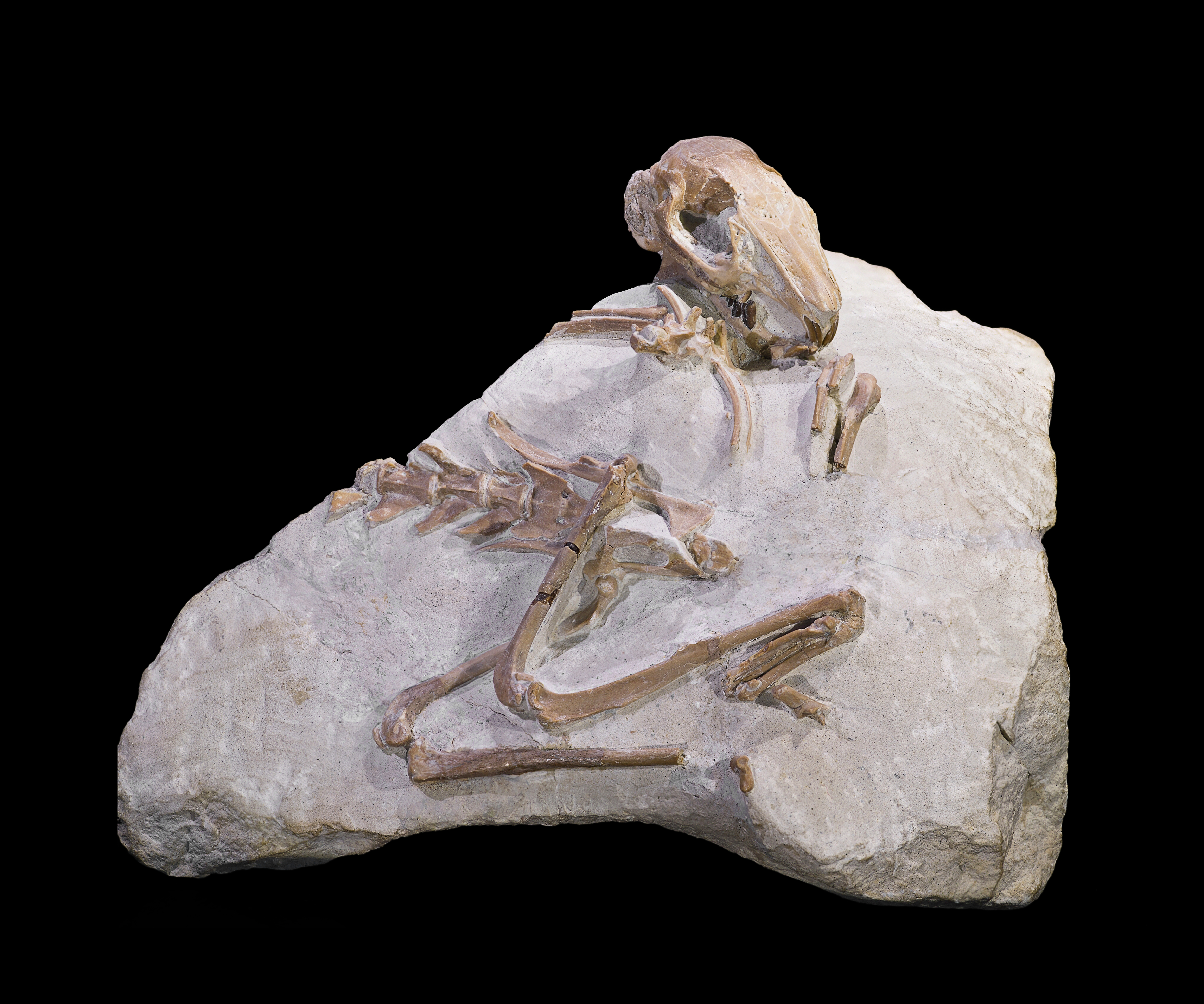
Skelett des fossilen Hasen Palaeolagus haydeni aus dem Oligozän von Nordamerika

Die Fortpflanzungsrate ist bei vielen Hasenartigen durch die kurze Trag- und Entwicklungszeit, die frühe Geschlechtsreife und die hohe Anzahl von Würfen mit hohen Wurfzahlen sehr groß. So können einige Pfeifhasen der Steppengebiete bis zu fünf Würfe im Jahr mit jeweils 8 bis 13 Jungtieren haben, bei den Wildkaninchen und einigen anderen Arten kommt es zu fünf bis sieben Würfen mit jeweils bis zu neun Jungtieren. Aufgrund des hohen Feinddrucks ist die Mortalitätsrate unter den Tieren aber auch sehr hoch.

## Stammesgeschichte
Die ältesten Fossilien von hasenartigen Tieren stammen aus dem Paläozän vor etwa 60 Millionen Jahren und wurden in China gefunden. Die Vertreter dieser Gattung (Mimotona) teilen die Merkmale der Hasenartigen. Sie besitzen jedoch eine Reihe von weiteren Merkmalen, die sie als einen frühen Seitenast der Hasenartigen identifizieren, mit einem gemeinsamen Vorfahren. Fossilien, die eine Trennung in die Pfeifhasen und Hasen belegen, sind etwa 30 Millionen Jahre alt.

## Systematik

### Äußere Systematik
Im Gegensatz zu früher werden die Hasenartigen heute nicht mehr zur Ordnung Nagetiere gestellt, deren stammesgeschichtliche Schwestergruppe sie aber bilden. Aufgrund der nur bei ihnen zu findenden Merkmale ist die Monophylie der Hasenartigen gut begründet. Ihre bereits seit mindestens 60 Millionen Jahren getrennt verlaufende Entwicklungsgeschichte rechtfertigt die Bildung einer eigenen Ordnung. Nagetiere und Hasenartige lassen sich aufgrund gemeinsamer Merkmale wie den Nagezähnen allerdings auf eine nur ihnen gemeinsame Stammart zurückführen, weshalb sie als ein Taxon Glires zusammengefasst werden.

### Innere Systematik
Die Ordnung wird in zwei Familien unterteilt: die weltweit verbreiteten Hasen (Leporidae) sowie die kurzohrigen Pfeifhasen (Ochotonidae), die auf Nordamerika und das nördliche Asien beschränkt sind. Eine dritte Familie Prolagidae wurde durch den seit der Wende zum 19. Jahrhundert ausgestorbenen Sardischen Pfeifhasen (Prolagus sardus) gebildet.
In der folgenden Systematik der Hasenartigen wird eine Klassifikation bis auf Artebene vorgenommen. Grundlage derselben ist die Einteilung nach der klassischen Systematik, wobei das Integrated Taxonomic Information System (ITIS) als Grundlage dient:
Ordnung Hasenartige (Lagomorpha)
- Hasen (Leporidae)
  - Buschmannhase (Bunolagus monticularis)
  - Ryukyu-Kaninchen (Pentalagus furnessi)
  - Rotkaninchen (Pronolagus)
    - Natal-Wollschwanzhase (Pronolagus crassicaudatus)
    - Rand-Wollschwanzhase (Pronolagus randensis)
    - Rotkaninchen (Pronolagus rupestris)

  - Streifenkaninchen (Nesolagus)
    - Sumatra-Kaninchen (Nesolagus netscheri)
    - Annamitisches Streifenkaninchen (Nesolagus timminsi)

  - Vulkankaninchen (Romerolagus diazi)
  - Zwergkaninchen (Brachylagus idahoensis)
  - Baumwollschwanzkaninchen (Sylvilagus)
    - Sumpfkaninchen (Sylvilagus aquaticus)
    - Marschkaninchen (Sylvilagus palustris)
    - Tapeti oder Brasilien-Waldkaninchen (Sylvilagus brasiliensis)
    - Dice-Baumwollschwanzkaninchen (Sylvilagus dicei)
    - Omilteme-Baumwollschwanzkaninchen (Sylvilagus insonus)
    - Strauchkaninchen (Sylvilagus bachmanni)
    - San-José-Strauchkaninchen (Sylvilagus mansuetus)
    - Neuengland-Baumwollschwanzkaninchen (Sylvilagus transitionalis)
    - Mexikanisches Baumwollschwanzkaninchen (Sylvilagus cunicularius)
    - Tres-Marias-Baumwollschwanzkaninchen (Sylvilagus graysoni)
    - Audubon-Baumwollschwanzkaninchen (Sylvilagus audubonii)
    - Berg-Baumwollschwanzkaninchen (Sylvilagus nuttallii)
    - Amerikanisches Kaninchen (Sylvilagus floridanus)

  - Wildkaninchen (Oryctolagus cuniculus)
  - Buschkaninchen (Poelagus marjorita)
  - Borstenkaninchen (Caprolagus hispidus)
  - Echte Hasen (Lepus)
    - Feldhase (L. europaeus)
    - Schneehase (L. timidus)
    - Korsika-Hase (L. corsicanus)
    - Iberischer Hase (L. granatensis)
    - Castroviejo-Hase (Lepus castroviejoi)
    - Alaskahase (L. othus)
    - Polarhase (L. arcticus)
    - Schneeschuhhase (L. americanus)
    - Präriehase (L. townsendii)
    - Eselhase (L. californicus)
    - Antilopenhase (L. alleni)
    - Espiritu-Santo-Hase (L. insularis)
    - Weißflankenhase (L. callotis)
    - Tehuantepec-Hase (L. flavigularis)
    - Kaphase (L. capensis)
    - Savannenhase oder Mosambik-Hase (L. microtis)
    - Buschhase (L. saxatilis)
    - Äthiopischer Hase (L. fagani)
    - Äthiopischer Hochlandhase (L. starcki)
    - Tolai-Hase (L. tolai)
    - Burmesischer Hase (L. peguensis)
    - Hainan-Hase (L. hainanus)
    - Schwarznackenhase (L. nigricollis)
    - Tibetanischer Wollhase (L. oiostolus)
    - Yunnan-Hase (L. comus)
    - Chinesischer Hase (L. sinensis)
    - Yarkand-Hase (L. yarkandensis)
    - Korea-Hase (L. coreanus)
    - Mandschurischer Hase (L. mandshuricus)
    - Japanischer Hase oder Kurzschwanzhase (L. brachyurus)
- Pfeifhasen (Ochotonidae)
  - Ochotona
    - Untergattung Ochotona
      - Gansu-Pfeifhase (Ochotona cansus)
      - Tsing-Ling-Pfeifhase (Ochotona syrinx)
      - Schwarzlippiger Pfeifhase (Ochotona curzoniae)
      - Daurischer Pfeifhase (Ochotona dauurica)
      - Nubra-Pfeifhase (Ochotona nubrica)
      - Steppenpfeifhase (Ochotona pusilla)
      - Afghanistan-Pfeifhase oder Rötliche Pfeifhase (Ochotona rufescens)
      - Ochotona sikimaria
      - Moupin-Pfeifhase (Ochotona thibetana)
      - Thomas-Pfeifhase (Ochotona thomasi)

    - Untergattung Pika
      - Altai-Pfeifhase (Ochotona alpina)
      - Silber-Pfeifhase (Ochotona argentata)
      - Alaska-Pfeifhase (Ochotona collaris)
      - Korea-Pfeifhase (Ochotona coreana)
      - Hoffmann-Pfeifhase (Ochotona hoffmanni)
      - Nördlicher Pfeifhase (Ochotona hyperborea)
      - Mandschurischer Pfeifhase (Ochotona mantchurica)
      - Kasachstan-Pfeifhase (Ochotona opaca)
      - Mongolischer Pfeifhase (Ochotona pallasi)
      - Amerikanischer Pfeifhase (Ochotona princeps)
      - Turuchan-Pfeifhase (Ochotona turuchanensis)

    - Untergattung Conotha
      - Rotohr-Pfeifhase (Ochotona erythrotis)
      - Forrest-Pfeifhase (Ochotona forresti)
      - Glover-Pfeifhase (Ochotona gloveri)
      - Ili-Pfeifhase (Ochotona iliensis)
      - Koslow-Pfeifhase (Ochotona koslowi)
      - Ladakh-Pfeifhase (Ochotona ladacensis)
      - Großohr-Pfeifhase (Ochotona macrotis)
      - Royle-Pfeifhase (Ochotona roylii)
      - Roter Pfeifhase (Ochotona rutila)
- Prolagidae
  - Prolagus
    - † Sardischer Pfeifhase (Prolagus sardus)

## Menschen und Hasenartige

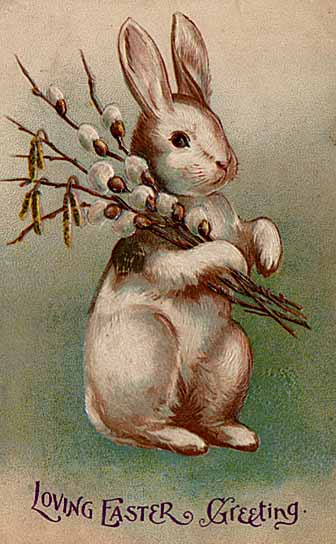
Osterhasenpostkarte (1907)

Fast alle Arten der Hasenartigen spielen in den menschlichen Kulturen ihrer Heimat eine Rolle bei der Ernährung. Sie sind nicht selten wichtige Fleischlieferanten und wurden entsprechend bereits seit der Frühzeit der menschlichen Geschichte gejagt. Viele Arten, vor allem die verschiedenen Hasen, wie der Feldhase oder der Schneehase sowie das Wildkaninchen in Europa, gingen aufgrund dieser Beziehung auch in die Kulturgeschichte der Menschen ein und wurden Bestandteil der Mythen und Geschichten der Menschen. Zu den bekanntesten Verwendungen gehören in den westlichen Kulturstaaten der Osterhase und Meister Lampe in Märchen und Fabeln wie beispielsweise Der Hase und der Igel.
Als Haustiere eignen sich nur sehr wenige Arten, darunter vor allem das Wildkaninchen, welches als Hauskaninchen heute international in hunderten verschiedener Rassen als Fleischlieferant und als Heimtier gehalten wird. Vor allem in Mitteleuropa und in Nordamerika hat sich darauf basierend eine eigene Züchterkultur entwickelt, die in Kaninchenzuchtvereinigungen organisiert ist und regelmäßig Zuchtkaninchenausstellungen organisiert. Die meisten anderen Hasen und auch die Pfeifhasen lassen sich dagegen aufgrund ihres teilweise enormen Platzbedarfs nur schwer oder gar nicht halten.
Die Bejagung und die Zerstörung ihres Lebensraums hat dazu geführt, dass etliche Arten selten geworden oder vom Aussterben bedroht sind. Besonderes Augenmerk verdienen der Buschmannhase, das Sumatra-Kaninchen und die Pfeifhasenart Ochotona argentata, die allesamt von der IUCN als stark gefährdet (critically endangered) gelistet werden.